# Momo Hinamori
Momo Hinamori (雛森 桃 Hinamori Momo?) es un personaje en la serie de manga y anime Bleach.Es la teniente del 5º Escuadrón, antes bajo al mando de Sousuke Aizen.

## Perfil
Momo Hinamori es una chica cariñosa, pasiva y calmada. A diferencia de otros Shinigami, su apariencia es común, viste el uniforme shinigami con la placa de su división atada al brazo. Su cabello púrpura oscuro está recogido con un moño azul claro, dejando dos mechones sueltos a cada lado de su rostro. Es hermana de un Shinigami más poderoso, del mismo apellido Hinamori. Presente en diversos medios, participa en la serie de canciones "Bleach Beat Collection" con Tōshirō Hitsugaya y Rangiku Matsumoto, compartiendo el tema musical "Momoiro no Hana".

## Historia

### Pasado
Momo Hinamori se crió en el distrito 1 del Rukongai con su hermano; el más tranquilo y pacífico, junto a Tōshirō Hitsugaya. Ambos se hicieron muy amigos e Hinamori adoptó mucho cariño hacia él, a quien llamaba “Shiro-chan” (Shiro significa “blanco” y “-chan” es un sufijo afectivo en japonés). Incluso, después de haber llegado Hitsugaya a ser capitán de la 10.ª División. Hinamori e Hitsugaya crecieron juntos en el Rukongai y entre ellos existe desde siempre una cálida relación de hermanos.
Entró en la Academia de Shinigamis y fue compañera de clase de Renji Abarai e Izuru Kira, con quienes comparte una gran amistad. Enseguida sobresalió por sus excelente para dotes en magia demoníaca (kidō). Tras la academia ingresó en la 5.ª División, comandada ya entonces por Aizen. Desde entonces ha cumplido fielmente como 2.ª oficial.

### Sociedad de almas
Hinamori aparece por primera vez en la historia de Bleach cuando Ichigo Kurosaki y sus amigos penetran en el Seireitei para rescatar a Rukia Kuchiki. Momo Hinamori asiste a distintas reuniones de oficiales en las que se van dando los partes de la intrusión. Es en una de estas cuando Toushiro le avisa de sus sospechas sobre Gin Ichimaru y el peligro que puede suponer este para Aizen, que parecía vigilar sus pasos. Por eso, cuando el cadáver ensangrentado de Aizen aparece clavado con su espada en una de las torres, Hinamori se lanza sobre Gin. Pero Kira, que se ha convertido en teniente de Gin, se interpone entre ambos.
Hinamori es encerrada en una celda por su pelea. Le llega una carta escrita por Aizen antes de su muerte en la que le avisa de una conspiración que se llevará a cabo durante la ejecución de Rukia y que el responsable no es otro que Toushiro Hitsugaya. Así que Hinamori se escapa de la prisión fácilmente (apenas tenía vigilancia ni anuladores de fuerza espiritual porque se la consideraba una preso segura) y se enfrenta a su amigo de la infancia. Este la noquea a su pesar y se decide aún más firmemente a desentrañar la maraña que hay en torno al asesinato de Aizen. Cuando Hitsugaya parece haber ganado la batalla Ichimaru Gin lo sorprende con su espada apenas pudiendo esquivar su ataque es dirigido hacia Hinamori quien sigue inconsciente siendo salvada por Matsumoto.
Hinamori es llevada a la enfermería y Toushiro la protege con un Kyoumon (Kekkai o Barrera). Hinamori vuelve a escaparse y acude a la Cámara de los 46, donde encuentra a todos los consejeros asesinados, al capitán Gin Ichimaru y al mismísimo Aizen vivo. Hinamori se lanza a sus brazos, pero él la atraviesa con su espada.
En realidad el jefe de la conspiración es Aizen, que había fingido su muerte y controlado la Cámara de los 46 con la ayuda de Gin Ichimaru. Hinamori no había sido más que un peón en su juego. De hecho, la había elegido como subordinada por su admiración hacia él, ya que tal como explica: “La admiración es el sentimiento más lejano del entendimiento”. La carta que había recibido era un engaño para conseguir que ella y Toushiro se mataran el uno al otro. Gracias a la rápida intervención de la capitana Unohana, Hinamori consigue sobrevivir, aunque permanece largo tiempo convaleciente.

### Arrancar
Las heridas recibidas por Hinamori son tan graves que la obligan a ser vigilada todas las horas del día por los miembros de la 4.ª División, pero parece que acaba por recuperarse de ellas.
Cuando parece haber recuperado las energías perdidas, aunque mostrando aún enormes ojeras y claros temblores, Hinamori solicita al Comandante Yamamoto hablar con Hitsugaya, que se encuentra en el mundo de los vivos combatiendo a los Arrancar del ejército de Aizen.
A través de un monitor de vídeo, Hinamori se muestra a Hitsugaya y acaba por rogarle, con un brillo febril (y no exento de cierta locura) en sus ojos, que salve a Aizen, que sin lugar a dudas está siendo manipulado por Ichimaru o por cualquier otra persona. Ante esta reacción del todo inesperada, Yamamoto la deja sin conocimiento mientras se disculpa ante Hitsugaya y observa que Hinamori aún no se ha recuperado totalmente.

### Saga de los Cuentos Desconocidos de las Zanpaku-tō (Solo Anime)
Hinamori aparece junto Isane Kotetsu en los cuarteles de la Décima División encontrándose con Rangiku Matsumoto y Toushiro Hitsugaya para llevarle la notificación de la próxima reunión de tenientes.
Aquí entablan una conversación con los respectivos shinigami y en el momento que Rangiku hace mención de que intentaba comunicarse con su Zanpaku-tō, Haineko, pero esta como de costumbre no le hizo caso definiéndola de tonta, arrogante y buena para nada, es cuando Momo reta a su amiga diciéndole que no debe hablar de ese modo y que ella siempre se ha sentido muy a gusto con Tobiume ya que el espíritu de su Zanpaku-tō siempre se ha preocupado por ella cuando se encontraba deprimida y enferma o se sentía sola.
Aquí es cuando Isane hace mención que su Zanpaku-tō no ha respondido a sus llamados en los últimos días, lo que la preocupa porque jamás le había sucedido; provocando que Matsumoto le restara importancia al asunto, pero llamando la atención de Hitsugaya que le había sucedido lo mismo con Hyorinmaru momentos atrás, haciéndolo reflexionar.
Hinamori al ver que Hitsugaya se retira del lugar, le dice que no se vaya porque ella e Isane le han traído "dulces" que le ha dado la Capitana Unohana y que justamente son sus preferidos, provocando la vergüenza, sonrojo y enojo del joven capitán.
Luego se la ve a Hinamori junto a todos los demás shinigami de alto rango que han sido convocados por Yamamoto en una reunión de último momento en la colina Sokyoku, allí es donde se presenta Muramasa. Hinamori junto a los demás descubren que sus Zanpaku-tō han sido liberados de ellos y ahora responden a sus propios instintos. A causa de los destrozos y la rebelión de sus propias Zanpaku-tō, los shinigami deciden luchar contra ellas y es aquí en donde se ve a Hinamori junto a Rukia Kuchiki, ambas enfrentándose al mismo tiempo a Tenken, la Zanpaku-tō de Sajin Komamura.
Hinamori hace nuevamente presencia en una de las guardias nocturnas que comparte junto a Matsumoto, ambas tenientes se adentran en uno de los bosques de las cercanías del Seireitei en busca de sus Zanpaku-tō, ya teniendo la información de que son ellos mismos quienes deben doblegar a los espíritus para que vuelvan juntos a sus shinigami.
Las tenientes encuentran a sus respectivas Zanpaku-tō cuando las mismas intentaban detener y enfrentarse a modo de prueba y juego a Ichigo Kurosaki. Es aquí en donde Hinamori se enfrenta a Tobiume y Matsumoto a Haineko, dándole salida a Ichigo para que siga en su búsqueda de Byakuya Kuchiki.
Hinamori se muestra sorprendida al estar frente a Tobiume y con una actitud calmada y amable le dice que la ha extrañado, a lo que el espíritu responde que ella no, que se ha podido liberar de ella y que no piensa volver a su lado. Hinamori se muestra contrariada por esta fría actitud y le pide que vuelva a su lado, el espíritu se vuelve a negar.
Tobiume le dice la razón por la que se ha revelado contra su dueña: el desagrado que siente hacia la personalidad extremadamente bondadosa de Hinamori por creer que todas las personas en el fondo son buenas y ver las cosas siempre "de color rosa".
Aquí es donde Tobiume provoca a Hinamori burlándose de ella por la traición que sufrió a manos de Aizen diciéndole lo ilusa que es por creer que algún día Aizen le vendrá a pedir disculpas por lo que le hizo; lo que genera que Hinamori la ataque con enojo y rabia por sus palabras.
Tobiume sigue hablándole y diciéndole a Hinamori que todas las personas que cree que son sus amigos no lo son, que en realidad cada uno de ellos siente solo lastima y pena por ella, y por todo lo que le ha sucedido. En este momento, Hinamori se ve atacada por las bolas de fuego de Tobiume y cuando se ve acorralada, la teniente lanza un conjuro de Kido para atrapar a Tobiume. Al ver que Hinamori fallo, Tobiume se burla de ella, pero todo aquello era una estrategia que ya tenían preparada Hinamori y Matsumoto para despistar a sus propias Zanpaku-tō, ya que el objetivo de Hinamori era atrapar a Haineko y el de Matsumoto atacar a distancia a Tobiume, que en ese preciso momento recibe de lleno un Hado 31 en manos de la décima teniente.
Tobiume y Haineko caen presas de sus shinigami, quienes escuchan las razones por las cuales dichos espíritus han decidido unirse a Muramasa. A pesar de las quejas de ambas Zanpaku-tō que tratan de "desalmadas" a sus dueñas por ponerlas bajo arresto, Hinamori le encarga a un grupo de shinigami que lleven a Tobiume y Haineko al escuadrón doce.
Luego de ello, una preocupada Hinamori menciona a Matsumoto que ya no puede sentir la presencia de Hitsugaya y es así que las dos van en busca del capitán.
En el camino se vuelven a topar con la presencia de Ichigo, quien les cuenta que Hitsugaya se había enfrentado a Hyorinmaru y salió victorioso, pero a cambio de ello perdió bastante fuerza por lo que por el momento no entrara en combate. Aquí se ve a una Hinamori aliviada al saber que Hitsugaya se encuentra bien y a salvo.
En ese preciso momento es cuando los tres shinigami sienten la presencia de Muramasa, quien justamente estaba saliendo del Bosque de los Menos. Ichigo pregunta por Byakuya, pero Muramasa solo intenta volver a manipular el espíritu de Zangetsu por lo que inmoviliza a Hinamori, Matsumoto e Ichigo; quienes se liberan finalmente por un desequilibrio en el poder de Muramasa. Este instante es aprovechado por Ichigo para atacarlo, pero Sembonsakura, la Zanpaku-tō de Kuchiki Byakuya, se interpone en el camino cruzando espadas con él. Sembonsakura libera su shikai y ataca a los shinigami, Hinamori intenta protegerse a ella y Matsumoto con el Bakudo 39, pero el poder del espíritu es mayor por lo que la intervención de Ichigo es lo que salva a las dos tenientes en ese momento.
En mitad de la batalla cuando Sembonsakura está dispuesto a liberar a su bankai, es detenido por Byakuya Kuchiki, quien revela estar a favor de la rebelión de las Zanpaku-tō y en contra de los shinigami. A lo que Hinamori, Ichigo y Matsumoto no pueden creer lo que les confiesa el capitán.
Posteriormente, Hinamori salva Isane, quien esta herida por el veneno de Ashisogi Jizō cuando estaba en un enfrentamiento junto a Iba contra Tobiume y Haineko, quienes habían sido liberadas por Byakuya Kuchiki. Ashisogi Jizō vuelve aparecer molesto por el ataque que recibió en manos de Iba, a lo que este junto a Hinamori, Matsumoto e Isane deciden huir debido a que el espíritu los ataca con su veneno.
En la persecución es Hinamori quien ataca a Ashisogi Jizō con varios Hados 31 para darles tiempo a sus compañeros que cargan a una lesionada Isane; provocando que el espíritu se enfurezca al recibir un ataque directo de la teniente y libere su bankai: Konjiki Ashisogi Jizō.
Así los cuatro tenientes se ven perseguidos por el gigantesco espíritu, quien finalmente desvía su camino, pero aun así tanto Hinamori como Iba, Matsumoto e Isane terminan inconscientes por haber aspirado el veneno de la Zanpaku-tō y siendo luego salvados por Unohana quien encontró el antídoto a dicho veneno.
Hinamori es una de las shinigami que junto a su ya recuperada Zanpaku-tō, Tobiume; va hacia la ciudad de Karukra junto a los demás shinigami y espíritus para hacerle frente a todos los Menos Grande que se han hecho presente y descontrolado del cuerpo de Murasama, quien se encuentra luchando contra Ichigo. Mostrando su alto poder en reaitsu, Hinamori junto a Tobiume y sus compañeros logran cerrar el umbral por donde estaban entrando todos los Menos hacia la ciudad de Karakura.
Ya con la victoria de Ichigo Kurosaki sobre Muramasa, cada espíritu de las Zanpaku-tō deciden volver al lado de sus shinigami, pero aun siguen teniendo la energía para poder personificarse.
Ahora los shinigami se deben hacer cargo y eliminar a las Zanpaku-tō que han matado a su dueño y están perdiendo el control de sí mismas volviéndose violentas: Los Toujuu.
Hinamori hace su última aparición en el último capítulo de esta saga, en donde todas las Zanpaku-tō personificadas se enfrentan al último Toujuu, allí finalmente las Zanpaku-tō pierden la energía de poder personificarse y se unen definitivamente a sus dueños. Hinamori ataca al Toujuu con el poder de Tobiume junto a Kira, Hisagi y Matsumoto, a la par de otros shinigami presentes como Rukia y Renji. Hinamori le da la bienvenida a Tobiume diciendo que ahora esta en el lugar a donde siempre ha pertenecido, a su lado.

### Saga de la Batalla de Karakura
Más de un mes después, Hinamori aparece por sorpresa en la batalla que se ha establecido en la copia de la ciudad de Karakura entre los Shinigami del Gotei 13 y los Arrancar, liderados por el propio Aizen. Aunque no pareció ser convocada a la lucha, acaba por revelar su presencia al acudir en ayuda de Matsumoto en su lucha contra la Fracción de Tia Harribel.
Se la ve en un estado mucho mejor que en su anterior aparición, tanto física como emocionalmente, al afirmar que Aizen es un enemigo al que hay combatir. Aun así, Matsumoto no deja de preocuparse al notar que sigue refiriéndose a él con el título de "Capitán". Encerrado en su prisión de fuego, Ichimaru parece notar una reacción de Aizen a la llegada de Hinamori, pero éste afirma que no va a suponer cambio alguno en sus planes. Demostrando su maestría en el Kidō, Hinamori logra herir de un solo ataque a las tres Fracciones de Harribel, pero éstas acaban por liberar sus Zanpaku-tō, curándose al momento.
Combinando sus poderes, las tres Arrancar convocan una quimera a la que llaman Allon, que resulta ser monstruosamente fuerte. Aunque trata de defenderse, en unas décimas de segundo Matsumoto es herida por Allon, perdiendo parte de su abdomen. Hinamori trata de salvarla, pero la criatura la ataca también, perforándole un pulmón. Sólo la oportuna llegada de Hisagi y Kira permite que las dos subcapitanas no mueran en ese momento.
A continuación, Kira comienza a curar a todos los heridos, a medida que la Batalla de Karakura progresa. Después de la llegada de los Vizard y la muerte de los Espada, los combatientes que aún se mantienen en pie se encaran a un mismo tiempo con Aizen, tratando de dar una oportunidad a Ichigo Kurosaki, ya que él es el único de todos los presentes que aún no ha caído bajo el influjo de la Hipnosis Total.
Sin embargo, Aizen recurre a Kyōka Suigetsu para hacer creer a sus adversarios que ha sido gravemente herido y aparentemente derrotado cuando en realidad lo que ha hecho ha sido provocar que Hitsugaya atraviese con su Zanpaku-tō a Hinamori por la espalda. Ante el horror de todos los presentes, Hinamori se desploma sobre Hitsugaya, preguntándole con voz temblorosa por qué la ha atacado.
Luego de que Ichigo se enfrentara a Aizen y el mismo sea sellado por Urahara Kisuke en la batalla final, se muestran a los heridos recuperados en batalla. Y diez días posterior a la finalización de la Guerra de Invierno, se sabe que Hinamori sigue con vida aun con su cargo de teniente.
Y justamente cuando Rangiku Matsumoto la va a visitar a las instalaciones del escuadrón doce se dice que Hinamori se encuentra junto al Capitán Mayuri Kurotsuchi realizando una investigación en Hueco Mundo (esto es en el manga). Porque en el anime cuando Rangiku la va a visitar se ha dicho que Hinamori se encuentra en estado de recuperación y regeneración de sus órganos internos a cargo del escuadrón doce y que por eso no puede recibir visitas.

### Saga de la Guerra Sangrienta de los Mil Años
Mientras que los capitanes están reunidos, los tenientes discuten sobre la situación actual con el Wandenreich y las desapariciones recientes de Hollows y residentes en el Rukongai. Momo escucha como Kira deduce que posiblemente fueron Shinigami quienes participaron en la desaparición de los habitantes del Rukongai.
Con la sociedad de almas siendo invadida por una fuerza militar Quincy conocida como el Wandenreich. Momo entra al campo de batalla junto a su nuevo capitán Shinji. Cuando el capitán Yamamoto entra en el campo de batalla muy enfurecido; Momo nota que nunca había visto al capitán general tan molesto, a lo que Shinji le responde que él tampoco y le ordena que combatan a los Sternritters de inmediato antes de quedarse sin rivales. Pocos días después de la retirada del Wandenreich, Momo escucha nerviosamente a Shinji discutiendo con Hiyori Sarugaki a través de un teléfono.
Posteriormente cuando los Quincy invaden por segunda vez el Seiretei, Momo es testigo de la rápida y completa invasión a la Sociedad de Almas. Luego cuando su capitán Shinji Hirako es herido por Bambietta Basterbine, una enfurecida Momo intenta atacar a la Sternritter. Sin embargo ella es detenida por Sajin Komamura, quien afirma que las explosiones creadas por la Quincy no son algo que se pueda contrarrestar con su Zanpaku-tō, Tobiume. Por consiguiente Komamura la protege de las explosiones.
Momo elimina a un grupo de Soldat del Wandenreich con su Shikai Tobiume, ayudando así a Marechiyo Omaeda quien se encontraba rodeado, luego Momo por órdenes de su capitán se encarga de curar a Suì-Fēng y Mareyo Ōmaeda mientras Shinji tenía una plática con Omaeda.
Debido al llamado de emergencia por parte de Kisuke, Momo asiste al lugar junto con su capitán Shinji, Marechiyo, Mareyo y la capitana Suì-Fēng quien además agradece a Momo por haberla curado de sus heridas graves al igual que lo hizo con Mareyo; la hermana de Marechiyo. Momo saluda a Renji y Rukia al verlos y al igual que todos los Shinigami queda sorprendida al enterarse de que irán al Palacio del Rey Espíritu.
Momo junto a los demás Shinigami se cruzan en el camino con Gerard Valkyrie uno de los Sternritter Elite, sin embargo este es supuestamente derrotado por Byakuya y Renji, ella es testigo como Byakuya le da el golpe de gracia para terminar con su vida por lo que Momo se conmueve y menciona que no era necesario tal acto, en tanto su Capitán Hirako le recalca que si lo era, ya que el Quincy podría haber escondido un as bajo la manga al conocer la habilidad de sus rivales, pero Gerard lograr aumentar su tamaño debido a su extraña habilidad que se le fue dada por Yhwach, este crece y sujeta uno de los edificio que es luego arrojado cerca a Momo quien casi se cae si no fuera por Shinji la sujeta sin embargo Gerard aplasta a Hirako dejando a ambos supuestamente derrotados.

## Poderes y habilidades
Pese a haber sido elegida para el cargo de Subcapitana, atendiendo a los planes de Aizen, lo cierto es que en ningún momento Hinamori ha demostrado encontrarse por debajo del nivel de los demás Shinigami, siendo tan apta como lo puede ser cualquier otro de sus compañeros. Sus altas capacidades ya se pudieron percibir en la Academia, cuando fue admitida en la clase de nivel más avanzado, junto con otros futuros Subcapitanes como serían Kira y Renji.
Las habilidades en la lucha con espadas (Zanjutsu) y en el uso de los pasos instantáneos o Shunpo (Hohō) de Hinamori, son dignos de competir con los de cualquier otro Subcapitán, pero donde radica, sin lugar a dudas, su principal punto fuerte es en el uso de los distintos hechizos de Kidō. Tal y como han señalado Kira e Hitsugaya, Hinamori es una experta en Kidō, capaz de realizar varios encantamientos a la vez o anular otros que sean realizados contra ella. La propia Hinamori usa estos conocimientos con una gran maestría combinándolos con los de su propia Zanpaku-tō, que al ser del tipo Kidō está parecer estar naturalmente adaptada a esta posibilidad. Hinamori controla también el Kidō curativo, como se vio cuando trató de curar a Matsumoto del ataque de Ayon, pero además, se le ha visto realizar los siguientes hechizos:
- Número 12, Fushibi: durante su lucha con la Tercera Fracción (combinado con Kyakko y Shakkahō).
- Bakudō 26, Kyakko: durante su lucha con la Tercera Fracción (combinado con Fushibi y Shakkahō).
- Bakudō 37, Tsuriboshi: al evitar la caída de Matsumoto al ser ésta herida por Ayon.
- Bakudō 39, Enkosen: para intentar protegerse del ataque de Senbonzakura.
- Hadō 31, Shakkahō: en numerosas ocasiones a lo largo de la serie.
- Hakufuku: lo usa para escapar de la celda, la primera vez que la detienen.
- La teniente ha demostrado también tener una gran capacidad para esconder y detectar reiatsu, lo que se demuestra cuando estaba en la Academia de Shinigami y solo ella es capaz de detectar el reiatsu de los hollows que estaban en el campo de entrenamiento, que estudiantes de 6.º año no habían detectado.

### Zanpaku-tō
Tobiume (飛梅, Ciruelo Volador). Cuando se encuentra en su forma sellada Tobiume tiene la forma de una katana común, con un mango de color rojo oscuro y una guardia en forma de un hexágono alargado, con dibujos grabados de flores de ciruelo.
Shikai: Tobiume se activa mediante el comando Arde (弾け, hajike?), traducido en España como Incendia. La hoja de la Zanpaku-tō de Hinamori se estrecha y se vuelve recta, de forma similar a una espada occidental, y añade algunas prolongaciones en forma de varillas paralelas al filo principalmente.
Debido a sus habilidades, en un principio se pensó que Tobiume era una Zanpaku-tō de tipo fuego, ya que mediante ella su usuario era capaz de lanzar enormes bolas de fuego explosivas.
No obstante, parece ser que, finalmente, Tobiume es una Zanpaku-tō de tipo Kidō que concentra el poder espiritual de Hinamori, y lo comprime en forma de grandes esferas de energía que lanza al objetivo. Se cree que Hinamori también puede amplificar e invocar los hechizos Kidō a través de Tobiume. Al ser una maestra en el Kidō Momo es una gran adversaria al usar su Kidō junto a Tobiume.